# Auberge des Alliés

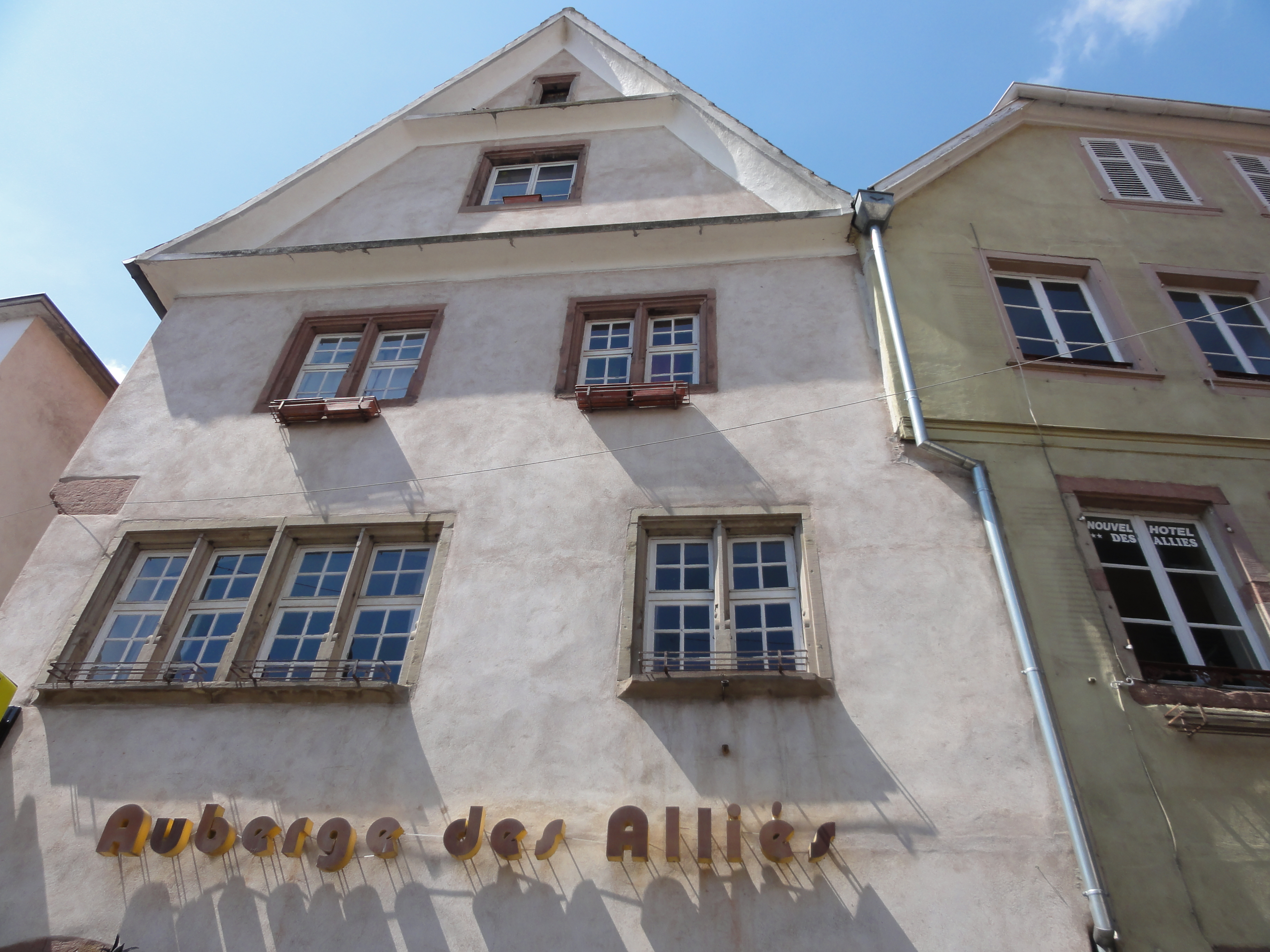
Auberge des Alliés

Das Gebäude Auberge des Alliés in Schlettstadt, einer französischen Stadt im Département Bas-Rhin in der Region Grand Est, wurde 1537 errichtet. Die Herberge (frz. auberge) an der Rue des Chevaliers Nr. 39 ist seit 1934 als Monument historique klassifiziert.

## Geschichte
Das zweigeschossige Gebäude wurde als Zunfthaus der Schneider errichtet, die bereits seit dem 15. Jahrhundert in einem Vorgängerbau ihre Versammlungen abhielten. Nach der Revolution wurde der Bau zu einer Herberge mit Gasthaus umfunktioniert.